# Morti nel 1967/Aprile
| Questa pagina contiene informazioni ricavate automaticamente dalle voci biografiche con l'ausilio del template Bio e di un bot. L'aggiornamento è periodico e automatico e ricostruisce completamente la pagina. Se manca una persona in questa lista, sei pregato di non aggiungerla, ma accertati piuttosto che la sua voce biografica contenga il template Bio e che i dati anagrafici siano correttamente compilati. Se il template Bio manca, inseriscilo tu stesso o, in alternativa, metti l'avviso {{tmp\|Bio}} che ne segnala la mancanza. Se i dati riportati sono sbagliati, correggi direttamente la voce biografica; le modifiche saranno visibili in questa lista entro pochi giorni. Per chiarimenti vedi il progetto biografie. La lista contiene solo le 72 persone che sono citate nell'enciclopedia e per le quali è stato implementato correttamente il template Bio. Pagina aggiornata al 3 mar 2024. |

- 1º aprile - Emile Decroix, ciclista su strada belga (n. 1904)
- 1º aprile - Jan van Dort, calciatore olandese (n. 1889)
- 1º aprile - Guido Horn D'Arturo, astronomo italiano (n. 1879)
- 1º aprile - Bertil Rönnmark, tiratore a segno svedese (n. 1905)
- 2 aprile - Laura Alvarado Cardozo, religiosa venezuelana (n. 1875)
- 2 aprile - Nicola Ciletti, pittore italiano (n. 1883)
- 2 aprile - Victor A. Gangelin, scenografo statunitense (n. 1899)
- 3 aprile - Joe Leson, cestista statunitense (n. 1912)
- 3 aprile - Angelo Piero Sereni, giurista italiano (n. 1908)
- 4 aprile - Guy Chamberlin, allenatore di football americano e giocatore di football americano statunitense (n. 1894)
- 4 aprile - Al Lewis, paroliere e musicista statunitense (n. 1901)
- 4 aprile - Héctor Scarone, calciatore e allenatore di calcio uruguaiano (n. 1898)
- 5 aprile - Mischa Elman, violinista statunitense (n. 1891)
- 5 aprile - Johan Falkberget, scrittore norvegese (n. 1879)
- 5 aprile - Herbert Johnston, mezzofondista britannico (n. 1902)
- 5 aprile - Hermann Joseph Muller, medico e genetista statunitense (n. 1890)
- 6 aprile - Bartolomeo Cannizzo, politico italiano (n. 1905)
- 6 aprile - Rudolf Drozd, calciatore cecoslovacco (n. 1911)
- 6 aprile - Madeleine Lafon, danzatrice francese (n. 1924)
- 7 aprile - Martin Persson Nilsson, filologo classico, grecista e storico delle religioni svedese (n. 1874)
- 8 aprile - Giuseppe Beratto, politico italiano (n. 1898)
- 9 aprile - Thomas Humphreys, mezzofondista britannico (n. 1890)
- 9 aprile - Eddie Wisbar, cestista statunitense (n. 1916)
- 10 aprile - Oscar Chisini, matematico italiano (n. 1889)
- 10 aprile - Alfred Felber, canottiere svizzero (n. 1886)
- 11 aprile - Thomas F. Farrell, generale statunitense (n. 1891)
- 12 aprile - Clemens Wilmenrod, cuoco e attore tedesco (n. 1906)
- 13 aprile - Luis Somoza Debayle, politico nicaraguense (n. 1922)
- 14 aprile - Munawir di Negeri Sembilan, sovrano malese (n. 1922)
- 14 aprile - Harold Switzer, attore statunitense (n. 1925)
- 15 aprile - Luigi Crespellani, politico e avvocato italiano (n. 1897)
- 15 aprile - William Ladd, medico statunitense (n. 1880)
- 15 aprile - Remo Pannain, giurista italiano (n. 1901)
- 15 aprile - Totò, attore, comico e commediografo italiano (n. 1898)
- 17 aprile - Red Allen, trombettista statunitense (n. 1906)
- 17 aprile - Giorgio Cesana, canottiere italiano (n. 1892)
- 17 aprile - Johan Hallberg, calciatore norvegese (n. 1891)
- 17 aprile - Gustav Hedenvind-Eriksson, scrittore svedese (n. 1880)
- 17 aprile - Alf Lythgoe, calciatore e allenatore di calcio inglese (n. 1907)
- 18 aprile - Friedrich Heiler, storico delle religioni, teologo e vescovo luterano tedesco (n. 1892)
- 18 aprile - Karl Miller, calciatore tedesco (n. 1913)
- 19 aprile - Konrad Adenauer, politico tedesco (n. 1876)
- 19 aprile - William Boyle, ammiraglio britannico (n. 1873)
- 19 aprile - Hellmut Maneval, calciatore tedesco (n. 1898)
- 20 aprile - Anna Fitziu, soprano statunitense (n. 1887)
- 21 aprile - André-Louis Danjon, astronomo francese (n. 1890)
- 21 aprile - Carlo Rossi, generale italiano (n. 1880)
- 22 aprile - Giovanni Ciampitti, avvocato e politico italiano (n. 1877)
- 22 aprile - Tom Conway, attore statunitense (n. 1904)
- 22 aprile - Iona Timofeevič Nikitčenko, giurista e militare sovietico (n. 1895)
- 22 aprile - Jan Sajdak, filologo classico e bizantinista polacco (n. 1882)
- 23 aprile - Guido Cavani, scrittore italiano (n. 1897)
- 23 aprile - Edgar Neville, regista, scrittore e pittore spagnolo (n. 1899)
- 23 aprile - Joseph Peroteaux, schermidore francese (n. 1883)
- 24 aprile - Enrico Dante, cardinale, arcivescovo cattolico e teologo italiano (n. 1884)
- 24 aprile - Frank Overton, attore statunitense (n. 1918)
- 24 aprile - Vladimir Michajlovič Komarov, cosmonauta sovietico (n. 1927)
- 24 aprile - Thaddée Anselme Lê Hữu Từ, vescovo cattolico vietnamita (n. 1897)
- 24 aprile - Charlie Margulis, trombettista statunitense (n. 1903)
- 24 aprile - Fred C. Newmeyer, attore e regista statunitense (n. 1888)
- 24 aprile - Ida Presti, chitarrista e compositrice francese (n. 1924)
- 24 aprile - Fritz Pringsheim, giurista tedesco (n. 1882)
- 25 aprile - Joseph Boxhall, marittimo britannico (n. 1884)
- 25 aprile - Fabio Roccheggiani, pittore, allenatore di calcio e calciatore italiano (n. 1925)
- 25 aprile - James Strachey, psicoanalista inglese (n. 1887)
- 26 aprile - Jean Barré, neurologo francese (n. 1880)
- 27 aprile - Harry Bagge, allenatore di calcio e calciatore inglese (n. 1896)
- 27 aprile - Manolo Morán, attore spagnolo (n. 1905)
- 28 aprile - Benedetto De Lisi, scultore e artigiano italiano (n. 1898)
- 29 aprile - Anthony Mann, regista e attore teatrale statunitense (n. 1906)
- 29 aprile - J. B. Lenoir, chitarrista statunitense (n. 1929)
- 30 aprile - Abrahão Saliture, pallanuotista e canottiere brasiliano (n. 1884)